# Kazachs voetbalelftal in 2012
Het Kazachs voetbalelftal speelde in totaal zeven interlands in het jaar 2012, waaronder vier duels in de kwalificatiereeks voor de WK-eindronde 2014 in Brazilië. De ploeg stond in 2012 onder leiding van de Tsjech Miroslav Beránek, de opvolger van de in 2010 opgestapte Bernd Storck. Op de FIFA-wereldranglijst zakte Kazachstan in 2012 van de 139ste (januari 2012) naar de 142ste plaats (december 2012).

## Balans
| Wedstrijden | Wedstrijden | Wedstrijden | Wedstrijden | Doelpunten | Doelpunten | Doelpunten | Punten |
| Gespeeld    | Winst       | Gelijk      | Verlies     | Voor       | Tegen      | Saldo      | Punten |
| ----------- | ----------- | ----------- | ----------- | ---------- | ---------- | ---------- | ------ |
| 7           | 1           | 2           | 4           | 6          | 13         | –7         | 0.571  |

## Interlands
|                                                                  |         |       |            |                                                                                           |
| 29 februari Vriendschappelijk № 138 «onderlinge duels» 13:30 uur | Letland | 0 – 0 | Kazachstan | Antalya Atatürk Stadion, Antalya Toeschouwers: 500 Scheidsrechter: Veaceslav Banari (MDA) |
| 29 februari Vriendschappelijk № 138 «onderlinge duels» 13:30 uur |         |       |            | Antalya Atatürk Stadion, Antalya Toeschouwers: 500 Scheidsrechter: Veaceslav Banari (MDA) |

|                                                             | |       |                                            |                                                                                      |
| 1 juni Vriendschappelijk № 139 «onderlinge duels» 15:00 uur | Kazachstan | 5 – 2 | Kirgizië                                   | Centraal Stadion, Almaty Toeschouwers: 14.000 Scheidsrechter: Olim Talibzhanov (UZB) |
| 1 juni Vriendschappelijk № 139 «onderlinge duels» 15:00 uur | Kairat Nurdauletov 4' Daurenbek Tazhimbetov 13' Daurenbek Tazhimbetov 32' Kairat Nurdauletov 57' (pen.) Daurenbek Tazhimbetov 90' |       | 27' Azamat Baimatov 13' Kaiumzhan Sharipov | Centraal Stadion, Almaty Toeschouwers: 14.000 Scheidsrechter: Olim Talibzhanov (UZB) |

|                                                             |                                                              |       |            |                                                                                    |
| 5 juni Vriendschappelijk № 139 «onderlinge duels» 18:00 uur | Armenië                                                      | 3 – 0 | Kazachstan | Hanrapetakan Stadion, Jerevan Toeschouwers: 7.500 Scheidsrechter: Alon Yefet (ISR) |
| 5 juni Vriendschappelijk № 139 «onderlinge duels» 18:00 uur | Gevorg Ghazaryan 6' Gevorg Ghazaryan 37' Joera Movsisjan 41' |       |            | Hanrapetakan Stadion, Jerevan Toeschouwers: 7.500 Scheidsrechter: Alon Yefet (ISR) |

|                                                                        |                        |       |                                        |                                                                              |
| 7 september WK-kwalificatie Groep C № 140 «onderlinge duels» 18:00 uur | Kazachstan             | 1 – 2 | Ierland                                | Astana Arena, Astana Toeschouwers: 12.384 Scheidsrechter: Marius Avram (ROM) |
| 7 september WK-kwalificatie Groep C № 140 «onderlinge duels» 18:00 uur | Kailat Nurdauletov 37' |       | 89' (pen) Robbie Keane 90' Kevin Doyle | Astana Arena, Astana Toeschouwers: 12.384 Scheidsrechter: Marius Avram (ROM) |

|                                                                         |                                  |       |            |                                                                                  |
| 11 september WK-kwalificatie Groep C № 141 «onderlinge duels» 20:30 uur | Zweden                           | 2 – 0 | Kazachstan | Swedbank Stadion, Malmö Toeschouwers: 20.414 Scheidsrechter: Sergiej Bojko (UKR) |
| 11 september WK-kwalificatie Groep C № 141 «onderlinge duels» 20:30 uur | Rasmus Elm 37' Marcus Berg 90+4' |       |            | Swedbank Stadion, Malmö Toeschouwers: 20.414 Scheidsrechter: Sergiej Bojko (UKR) |

|                                                                       |            |       |            |                                                                              |
| 12 oktober WK-kwalificatie Groep C № 142 «onderlinge duels» 18:00 uur | Kazachstan | 0 – 0 | Oostenrijk | Astana Arena, Astana Toeschouwers: 11.000 Scheidsrechter: Tamás Bognár (HUN) |
| 12 oktober WK-kwalificatie Groep C № 142 «onderlinge duels» 18:00 uur |            |       |            | Astana Arena, Astana Toeschouwers: 11.000 Scheidsrechter: Tamás Bognár (HUN) |

|                                                                       |                                                                   |       |            |                                                                                     |
| 16 oktober WK-kwalificatie Groep C № 143 «onderlinge duels» 20:00 uur | Oostenrijk                                                        | 4 – 0 | Kazachstan | Ernst Happel Stadion, Wenen Toeschouwers: 40.000 Scheidsrechter: Jakob Kehlet (DEN) |
| 16 oktober WK-kwalificatie Groep C № 143 «onderlinge duels» 20:00 uur | Marc Janko 24' Marc Janko 63' David Alaba 71' Martin Harnik 90+3' |       |            | Ernst Happel Stadion, Wenen Toeschouwers: 40.000 Scheidsrechter: Jakob Kehlet (DEN) |

## FIFA-wereldranglijst
| JAN | FEB | MAR | APR | MEI | JUN | JUL | AUG | SEP | OKT | NOV | DEC |
| --- | --- | --- | --- | --- | --- | --- | --- | --- | --- | --- | --- |
| 139 | 138 | 142 | 137 | 137 | 141 | 147 | 145 | 142 | 147 | 140 | 142 |

## Statistieken
| Andrey Sidelnikov     | 1980-03-08 | FK Aktobe            | 6 | 0 | 0 |
| Almat Bekbaev         | 1984-06-14 | Ordabasy Şımkent     | 1 | 0 | 0 |
| Vladimir Loginovskiy  | 1985-10-08 | Zhetysu Taldykorgan  | 0 | 1 | 0 |
| Anton Tsirin          | 1987-08-10 | Aqzhayik Oral        | 0 | 1 | 0 |
| Verdediging           |            |                      |   |   |   |
| Kairat Nurdauletov    | 1982-11-06 | FK Astana            | 7 | 0 | 2 |
| Aleksandr Kirov       | 1984-09-04 | Sjachtjor Karaganda  | 7 | 0 | 0 |
| Mukhtar Mukhtarov     | 1986-01-06 | Ordabasy Şımkent     | 5 | 1 | 0 |
| Mikhail Rozhkov       | 1983-12-27 | FK Astana            | 4 | 1 | 0 |
| Heinrich Schmidtgal   | 1985-11-20 | SpVgg Greuther Fürth | 4 | 0 | 0 |
| Viktor Dmitrenko      | 1991-04-04 | FK Astana            | 3 | 0 | 0 |
| Konstantin Engel      | 1988-07-27 | Energie Cottbus      | 2 | 0 | 0 |
| Aleksandr Kislitsyn   | 1986-03-08 | Tobol Kostanay       | 2 | 0 | 0 |
| Mark Gorman           | 1989-02-09 | Kairat Almaty        | 1 | 3 | 0 |
| Eldos Akhmetov        | 1990-06-01 | Taraz FK             | 0 | 1 | 0 |
| Nurtas Kurgulin       | 1986-09-20 | FK Astana            | 0 | 1 | 0 |
| Middenveld            |            |                      |   |   |   |
| Ulan Konysbaev        | 1989-05-28 | FK Astana            | 4 | 1 | 0 |
| Anatoliy Bogdanov     | 1981-08-07 | Tobol Kustanai       | 4 | 0 | 0 |
| Bauyrzhan Islamkhan   | 1993-02-23 | Koeban Krasnodar     | 3 | 2 | 0 |
| Marat Khairullin      | 1984-04-26 | FK Aktobe            | 2 | 1 | 0 |
| Yuriy Logvinenko      | 1988-07-22 | FK Aktobe            | 2 | 0 | 1 |
| Valeriy Korobkin      | 1984-07-02 | FK Astana            | 2 | 0 | 0 |
| Marat Shakhmetov      | 1989-02-06 | FK Astana            | 1 | 3 | 0 |
| Azat Nurgalijev       | 1987-06-30 | FK Sunkar            | 1 | 1 | 0 |
| Pavel Shabalin        | 1988-10-23 | Irtysj Pavlodar      | 1 | 0 | 0 |
| Zhambyl Kukeev        | 1988-09-20 | Sjachtjor Karaganda  | 0 | 1 | 0 |
| Serikzhan Muzhikov    | 1989-06-17 | Zhetysu Taldykorgan  | 0 | 1 | 0 |
| Aanval                |            |                      |   |   |   |
| Sergej Ostapenko      | 1986-02-23 | FK Astana            | 5 | 1 | 0 |
| Tanat Nuserbaev       | 1987-01-01 | FK Astana            | 4 | 1 | 0 |
| Sergey Gridin         | 1987-05-20 | Sjachtjor Karaganda  | 2 | 4 | 0 |
| Baurzhan Dzholchiev   | 1990-05-08 | Tobol Kustanai       | 2 | 1 | 0 |
| Daurenbek Tazhimbetov | 1985-07-02 | Ordabasy Şımkent     | 1 | 2 | 3 |
| Sergej Chizjnitsjenko | 1991-07-17 | Sjachtjor Karaganda  | 1 | 1 | 0 |